# Craiva
Craiva è un comune della Romania di 3 016 abitanti, ubicato nel distretto di Arad, nella regione storica della Transilvania.
Il comune è formato dall'unione di 10 villaggi: Chișlaca, Ciuntești, Craiva, Coroi, Mărăuș, Rogoz de Beliu, Stoinești, Susag, Șiad, Tălmaci.